# Maslova Pristan'
Maslova Pristan' è una cittadina della Russia europea sudoccidentale, situata nella oblast' di Belgorod; appartiene amministrativamente al rajon Šebekinskij.
Sorge nella parte sudoccidentale della oblast', sulla sponda sinistra del bacino artificiale di Belgorod (formato dal fiume Severskij Donec).